# 伊妮德 (亞利桑那州)
伊尼德（英語：Enid）是位於美國亞利桑那州皮納爾縣的一個非建制地區。該地的面積和人口皆未知。

## 地理
伊尼德的座標為33°04′21″N 112°12′07″W / 33.07250°N 112.20194°W，而該地的平均海拔高度為394米（即1293英尺）。